# POP★STAR
『POP★STAR』（ポップスター）は、藤井フミヤ13枚目のオリジナル・アルバム。2004年9月29日に、ソニー・ミュージックアソシエイテッドレコーズから発売された。

## 概要
前作『Cloverfield』から4か月ぶりとなる8曲入アルバム。4作連続で屋敷豪太が全編曲を担当。
初回プレス盤はレーベルゲートCD2で発売、CD-DAで再発売。
初回プレス盤には、「2004 DIGITAL POP★STAR FFTV」のコンサートチケット先行予約案内が封入。

## 収録曲
| 全編曲: 屋敷豪太。 |                                |                      |                        |
| #                  | タイトル                       | 作詞                 | 作曲                   |
| 1.                 | 「美しき独裁者」               | 藤井フミヤ           | 藤井フミヤ・屋敷豪太   |
| 2.                 | 「Who are you?」               | 藤井フミヤ           | 藤井フミヤ・屋敷豪太   |
| 3.                 | 「rADICAL☆sTAR」               | 小竹正人・藤井フミヤ | 藤井フミヤ・屋敷豪太   |
| 4.                 | 「100年PARK」                  | 小竹正人             | 藤井フミヤ・屋敷豪太   |
| 5.                 | 「LOVE HOTEL IN LAKETOWN」     | 小竹正人・藤井フミヤ | 藤井フミヤ・屋敷豪太   |
| 6.                 | 「シルバー」                   | 小竹正人             | 縄田寿志 <Lag gimmick> |
| 7.                 | 「スプートニク・スノードーム」 | 売野雅勇             | 藤井フミヤ・屋敷豪太   |
| 8.                 | 「SWEET GARDEN」               | 小竹正人             | 藤井フミヤ・屋敷豪太   |